# Roberto Bailey
Roberto Bailey (10 agosto 1952 – Atlántida, 11 giugno 2019) è stato un calciatore honduregno, di ruolo centrocampista.